# Муслимани
Муслимани су припадници исламске верске заједнице, односно следбеници једне од великих светских религија — ислама.
Државе у којима муслимани чине већину становника су:
| Турска (98,6%)           | Азербејџан (98,4%)              |
| Туркменистан (93,3%)     | Узбекистан (96,5%)              |
| Казахстан (56,4%)        | Киргистан (88,8%)               |
| Иран (99,6%)             | Авганистан (98,8%)              |
| Таџикистан (99%)         | Пакистан (96,4%)                |
| Бангладеш (90,4%)        | Малдиви (98,4%)                 |
| Индонезија (88,1%)       | Малезија (61,4%)                |
| Брунеј (51,9%)           | Либан (59,7%)                   |
| Сирија (92,8%)           | Јордан (98,8%)                  |
| Ирак (98,1%)             | Кувајт (86,4%)                  |
| Саудијска Арабија (100%) | Катар (77,5%)                   |
| Бахреин (82,1%)          | Јемен (99%)                     |
| Оман (87,7%)             | Уједињени Арапски Емирати (76%) |
| Египат (94,7%)           | Судан (71,4%)                   |
| Чад (55,7%)              | Либија (96,6%)                  |
| Тунис (99,8%)            | Алжир (98,2%)                   |
| Мароко (98,7%)           | Мауританија (99,2%)             |
| Џибути (97%)             | Сомалија (98,6%)                |
| Комори (98,3%)           | Нигерија (? %)                  |
| Нигер (98,3%)            | Сенегал (95,9%)                 |
| Гамбија (95,3%)          | Гвинеја (84,2%)                 |
| Сијера Леоне (71,5%)     | Мали (92,4%)                    |
| Буркина Фасо (58,9%)     | Албанија (38,8%)                |

Државе у којима муслимани чине значајан број становника, али нису религијска већина:
| Босна и Херцеговина (50,7%) | Еритреја (36,5%)        |
| Етиопија (33,8%)            | Обала Слоноваче (36,9%) |

Остале територије са већинским муслиманским становништвом су:
| Западна Обала (Израел) (75%)       | Појас Газе (Израел) (99%)        |
| Мајоте (Француска) (97%)           | Косово и Метохија (Србија) (90%) |
| Северни Кипар (Кипар)              | Татарстан (Русија) (55%)         |
| Башкортостан (Русија) (51%)        | Дагестан (Русија) (88%)          |
| Чеченија (Русија)                  | Ингушетија (Русија)              |
| Кабардино-Балкарија (Русија) (60%) | Карачај-Черкезија (Русија)       |
| Аџарија (Грузија)                  | Синкјанг (Кина) (59%)            |
| Кашмир (Индија) (75%)              | Лакшадвип (Индија) (94%)         |
| Аракан (Мјанмар) (50%)             | Муслимански Минданао (Филипини)  |
| Кокосова Острва (Аустралија) (57%) | Занзибар (Танзанија) (91%)       |